# David Trench
David Trench (Quetta, 2 giugno 1915 – Shillingstone, 4 dicembre 1988) è stato un diplomatico inglese.
Fu governatore coloniale nei Territori britannici del Pacifico occidentale, nelle Isole Salomone e a Hong Kong, posizione quest'ultima dove si distinse in particolar modo durante le rivolte comuniste del 1967.

## Biografia
Nato a Quetta, nell'India britannica (attuale Pakistan), venne educato alla Tonbridge School di Tonbridge, nel Kent, diplomandosi al Jesus College di Cambridge con un Master of Arts (M.A.).

### Servizio durante la guerra
Nel 1938, Trench entrò nel servizio coloniale britannico nelle Isole Salomone e fu vice nella commissione per il pacifico occidentale nel 1941. Entrò nella Royal Artillery (riserva supplementare). Dal 1939 al 1945, combatté ella seconda guerra mondiale, ottenendo la Military Cross e la Legion of Merit statunitense nel 1944. In quell'anno venne posto in servizio sull'isola di Malaita, col compito di reprimere il Maasina Ruru, una rivolta volta ad assicurare l'indipendenza di Malaita. In August 1947, he was appointed Secretary for Development and Native Affairs, and his crackdown on the Maasina Rule continued.
Trench raggiunse il grado di tenente colonnello nel 1947 e nel 1949 studiò al Joint Services Command and Staff College di Swindon, nel Wiltshire nel 1949.

### Carriera amministrativa coloniale
Trench prestò servizio come governatore delle Isole Salomone e Alto Commissario per i Territori britannici del Pacifico occidentale dal 1961 al 1964. Nel 1950, Trench divenne assistente segretario e vice segretario della difesa per Hong Kong. Fu anche vice segretario finanziario nel 1956 e commissario ai lavori ed alle miniere nel 1957. Nel 1958, Trench studiò all'Imperial Defence College di Londra.
Trench prestò servizio come vice segretario coloniale a Hong Kong tra il 1959 ed il 1960. Lasciò Hong Kong per ottenere l'incarico di alto commissario nei Territori britannici del Pacifico occidentale tra il 1961 ed il 1964, ma tornò ad Hong Kong come governatore e comandante in capo dal 1964 al 1971.
Il suo periodo come governatore ereditò dal suo predecessore una città particolarmente prospera, assieme ad una serie di problematiche come ad esempio la mancanza di acqua potabile, la presenza di rifugiati dalla Cina e l'allarme per la corruzione degli ufficiali locali. Dopo le rivolte del 1966 e del 1967, la sua amministrazione seppur controvoglia introdusse alcune riforme sociali, aumentando il contatto tra il governo e la popolazione locale; la legislazione introdusse le otto ore lavorative al giorno per sei giorni a settimana nel 197, oltre all'educazione elementare obbligatoria di sei anni.

### Vita personale
Trench sposò Margaret Gould il 18 agosto 1944. La coppia ebbe una figlia, Katherine Elizabeth (1956-2017). Trench era inoltre lontano parente dei baroni Ashtown, ed uno dei suoi parenti lontani, Sir Nigel Clive Cosby Trench, lavorò anch'egli negli esteri e succedette alla baronia di Ashtown nel 1990.
Sir David Trench morì il 4 dicembre 1988, all'età di 73 anni.

## Ascendenza
|                                  |   |                               | Genitori            |  |  | Nonni |  |  | Bisnonni                 |  |  | Trisnonni   |  |
|                                  |   |                               |                     |  |  |       |  |  | Frederic FitzJohn Trench |  |  | John Trench |  |
|                                  |   |                               |                     |  |  |       |  |  | Frederic FitzJohn Trench |  |  | John Trench |  |
|                                  |   | Jean Currie                   |                     |  |  |       |  |  | Frederic FitzJohn Trench |  |  |             |  |
| George Frederic Trench           |   |                               |                     |  |  |       |  |  | Frederic FitzJohn Trench |  |  |             |  |
|                                  |   | Elizabeth Maconchy            | John Maconchy       |  |  |       |  |  |                          |  |  |             |  |
|                                  |   | Elizabeth Maconchy            | John Maconchy       |  |  |       |  |  |                          |  |  |             |  |
|                                  |   | Elizabeth Maconchy            | Deborah King        |  |  |       |  |  |                          |  |  |             |  |
| William Launcelot Crosbie Trench |   | Elizabeth Maconchy            |                     |  |  |       |  |  |                          |  |  |             |  |
|                                  |   | William Talbot Talbot-Crosbie | John Talbot-Crosbie |  |  |       |  |  |                          |  |  |             |  |
|                                  |   | William Talbot Talbot-Crosbie | John Talbot-Crosbie |  |  |       |  |  |                          |  |  |             |  |
|                                  |   | William Talbot Talbot-Crosbie | Jane Lloyd          |  |  |       |  |  |                          |  |  |             |  |
| Frances Charlotte Talbot-Crosbie |   | William Talbot Talbot-Crosbie |                     |  |  |       |  |  |                          |  |  |             |  |
|                                  |   | Susan Anne Burrell            | Lindsey Burrell     |  |  |       |  |  |                          |  |  |             |  |
|                                  |   | Susan Anne Burrell            | Lindsey Burrell     |  |  |       |  |  |                          |  |  |             |  |
|                                  |   | Susan Anne Burrell            | Frances Daniell     |  |  |       |  |  |                          |  |  |             |  |
| David Trench                     |   | Susan Anne Burrell            |                     |  |  |       |  |  |                          |  |  |             |  |
|                                  | … | …                             |                     |  |  |       |  |  |                          |  |  |             |  |
|                                  | … | …                             |                     |  |  |       |  |  |                          |  |  |             |  |
|                                  | … | …                             |                     |  |  |       |  |  |                          |  |  |             |  |
| William Parker Huddleston        | … |                               |                     |  |  |       |  |  |                          |  |  |             |  |
|                                  |   | …                             | …                   |  |  |       |  |  |                          |  |  |             |  |
|                                  |   | …                             | …                   |  |  |       |  |  |                          |  |  |             |  |
|                                  |   | …                             | …                   |  |  |       |  |  |                          |  |  |             |  |
| Margaret Zephanie Huddleston     |   | …                             |                     |  |  |       |  |  |                          |  |  |             |  |
|                                  |   | …                             | …                   |  |  |       |  |  |                          |  |  |             |  |
|                                  |   | …                             | …                   |  |  |       |  |  |                          |  |  |             |  |
|                                  |   | …                             | …                   |  |  |       |  |  |                          |  |  |             |  |
| Charlotte Emma Redman            |   | …                             |                     |  |  |       |  |  |                          |  |  |             |  |
|                                  |   | …                             | …                   |  |  |       |  |  |                          |  |  |             |  |
|                                  |   | …                             | …                   |  |  |       |  |  |                          |  |  |             |  |
|                                  |   | …                             | …                   |  |  |       |  |  |                          |  |  |             |  |
|                                  |   | …                             |                     |  |  |       |  |  |                          |  |  |             |  |